# 川上哲
川上哲（かわかみ さとし、1955年6月1日 - ）は、日本の俳優。大阪府の出身。アクターズハウス所属。

## 経歴
関西大倉高等学校在学中より（1972年頃～）著名なミュージシャンが集う大阪ナンバ伝説の喫茶ディランに出入りするようになりバンド活動を始める。しかしながら生業としはかなわなかった。そんな折、新聞の俳優募集広告を見て、強い意志も無く応募。しばらく着ぐるみの仕事を続ける事となったが偶然欠員が出た商業舞台（新歌舞伎座、梅田コマ劇場等の1ケ月公演）に出演することになる。その時の座長藤田まことに見出され（舞台稽古準備中端で小道具のギターを弾いていたらたまたまそれを聞いていた藤田に気にいられ、当初の設定で幕開きにギターを持って歩くだけの通行人であったがギターが弾けるということでピンスポットを浴びマイクを付けセンターで1コーラスを生で歌う事に変更）以降藤田主演のTV・舞台に数多く出演する事になる。他にも北島三郎をはじめ梅田コマ劇場、新歌舞伎座などで多くの座長の下、百数十本の作品に参加し時代劇の基礎を習得。TVではNHK『歴史秘話ヒストリア』に於いて豊臣秀吉役を数多く演じている。
以降多数チャンスをもらい仕事をこなしていた。しかし元々ミュージシャン志望であったためか、俳優業での出世欲が無く積極的に前に出ようとはしなかった。見かねた藤田まことから俳優業をこなしながら重ねた演技の実績を基に後進の指導に当たってはどうかという助言を受け、2003年に恩師である藤田を理事長に迎え俳優・タレント養成所「総合芸能センターキャッチ」を創立。以降、俳優業での現場で繋がった優秀な専門別（日舞・殺陣・ダンス・演技）の講師陣にも恵まれ、俳優・子役をTV・映画・舞台へと多数排出。更には自社での舞台・映画を毎年製作、演出、監督し上演、上映を継続している。演者としては実年齢に伴い映画等で老人役が増えている。
2020年2月26日YouTube「キャッチchannel」「てぃ-ぱ-てぃ-チャンネル」を開設。
2022年8月1日総合芸能センターキャッチ内に音楽部門としてキャッチミュージックを併設。ミュージシャン養成を手掛け、アイドルユニットてぃーぱーてぃー・VIVI・アヤカ等をデビューへと導く。

## 出演

### テレビ
NHK
- 道頓堀川
- 心はいつもラムネ色
- なにわの源蔵事件帳
- NHK連続テレビ小説
  - わろてんか
  - ごちそうさん
- 歴史秘話ヒストリア

- - 豊臣秀吉必勝！手紙・メール術（2010年9月22日）- 豊臣秀吉 役
  - 鑑真と弟子たち（2015年9月9日) - 鑑真 役
  - 五･一五事件 チャップリン暗殺計画（2019年5月15日）犬養毅 役
- NHKBSプレミアム　偉人たちの健康診断（2018年1月31日） - 豊臣秀吉 役
- 時空トラベル
- いのちを訪ねて なにわの都1500
- ニッポンときめき歴史館

MBS
- ドラマ30「命燃えて」
- いのちの現場から
- いのちの現場から4
- ひとりじゃないの
- 遺品整理人 谷崎藍子TBS月曜ゴールデン

ABC
- 天使が消えていく
- 部長刑事 多数
- 超ゴリオシズム宣言
- 砂場の少年
- 明日のアルバム
- 中学生時代
- 創造する世代

### テレビ映画
- 鬼平犯科帳（松竹）
- 徳川綱吉 イヌと呼ばれた男（フジTV）
- 必殺シリーズ多数
- 新・必殺仕舞人 第5話「会津磐梯山 涙の嫁入り」（1982年） 職人
- 逃亡者 おりん 第12話 茂吉役
- 喧嘩屋右近第4話　瓦版屋役
- 親子鷹
- 鞍馬天狗
- 剣客商売
- 水戸黄門（東映）多数
- 御家人斬九郎（映像京都）
- 月影兵庫あばれ旅第4話

### 映画
- 鬼平犯科帳（松竹）
- 最後の忠臣蔵
- 陽炎II（映像京都　松竹）
- 黄金を抱いて翔べ（松竹）
- マンハント（2018年2月9日） - 庭師 役
- 関ヶ原
- 燃えよ剣（鵜殿鳩翁役）
- 碁盤斬り（碁会所の席亭役)
- 室町無頼（東映）馬借　又兵衛役
- 花まんま（東映）繁田家の隣人役
- 国宝（東宝）京座大道具役
- 総合芸能センターキャッチ自社制作「左ですよ左」

### Vシネマ
- ミナミの帝王
- 極道の2号たちパートIII　初老の刑事役

### 舞台
- 梅田コマ劇場 劇場飛天　名鉄ホール「藤田まこと公演」多数
- 新歌舞伎座新宿コマ劇場梅田コマ劇場博多座「北島三郎公演」  多数
- 梅田コマ劇場　劇場飛天　名鉄ホール「藤田まこと公演」多数
- 梅田コマ劇場　劇場飛天「小林幸子公演」多数
- 新歌舞伎座　梅田コマ劇場「五木ひろし公演」
- 新歌舞伎座 加藤剛「大岡越前守」
- 梅田コマ劇場　御園座 「細川たかし公演」
- 近鉄劇場 心中万年筆
- キャッチ自社制作藤田まこと追悼公演『おやじの遺言』『朗らかな嘘』（2012年8月29日～31日）

CM
- びわこボートレース
- アサヒペン　（電車つり革編）
- マイカルサティー（初詣編）
- 大阪第一食糧　（タワラ印の米靭公園編）

ラジオドラマ
- NHKラジオ「テンカウント]

ラジオ
- FMaiai「赤羽直美のバネジオ」
- ラジオ関西「寺谷一紀とい・しょく・じゅう！」